# Alexys Brunel
Alexys Brunel (Boulogne-sur-Mer, 10 oktober 1998) is een Frans wielrenner.

## Carrière
Brunel begon pas op 15-jarige leeftijd met competitief wielrennen. In de jeugdcategorieën behaalde hij wel onmiddellijk goede resultaten. Zo won hij in 2015 de juniorenkoers La Philippe Gilbert. Eerder dat jaar werd hij ook vice-nationaal kampioen geworden. Dit in zowel weg- als tijdrit. In het daaropvolgende wielerseizoen won hij de juniorenversie van Gent-Wevelgem en kroonde hij zich tot Europees kampioen tijdrijden. Vanaf het wielerjaar 2017 kwam Brunel uit in de beloftencategorie. In 2017 en 2018 won hij twee maal op rij het nationaal kampioenschap tijdrijden voor beloften. Ook presteerde Brunel sterk in verschillende eendagskoersen. Zo stond hij in 2018 als derde mee op het podium van Luik-Bastenaken-Luik U23 en won hij in 2019 Parijs-Tours espoirs.
Met ingang van het wielerseizoen 2020 werd Brunel prof bij Groupama-FDJ. Hij boekte als neo-prof meteen een zege door de eerste etappe te winnen in de Ster van Bessèges. In 2021 werd hij derde tijdens het Frans tijdritkampioenschap. Hij werd er enkel geklopt door respectievelijk Benjamin Thomas en Bruno Armirail. Voor 2022 tekende Brunel een twee-jarig contract bij UAE Team Emirates. Echter, in juni maakte hij op 23-jarige leeftijd bekend te stoppen als professioneel wielrenner. 
In 2025 maakt Brunel een comeback. Hij rijdt dit seizoen voor het Franse UCI ProTeam TotalEnergies.

## Palmares

### Overwinningen
2020 - 1 zege
1e etappe Ster van Bessèges
Jongerenklassement Ster van Bessèges
2022 - 1 zege
8e etappe Ronde van Guadeloupe (ITT)
2025 - 1 zege
Grote Prijs Jean-Pierre Monseré

### Resultaten in voornaamste wegwedstrijden
|      | \| Jaar \| Gent-Wevelgem \| Ronde van Vlaanderen \| Parijs-Roubaix \| Amstel Gold Race \| Ronde van Lombardije \| Clásica San Sebastián \| \| ---- \| ------------- \| -------------------- \| -------------- \| ---------------- \| -------------------- \| --------------------- \| \| 2020 \| \| \| \| \| opgave \| \| \| 2021 \| \| \| \| \| \| opgave \| \| 2022 \| \| opgave \| buit.tijd \| opgave \| \| \| \| 2023 \| \| \| \| \| \| \| \| 2024 \| \| \| \| \| \| \| \| 2025 \| 81e \| \| 109e \| \| \| \| |                      |                |                  |                      |                       |
| Jaar | Gent-Wevelgem | Ronde van Vlaanderen | Parijs-Roubaix | Amstel Gold Race | Ronde van Lombardije | Clásica San Sebastián |
| 2020 | |                      |                |                  | opgave               |                       |
| 2021 | |                      |                |                  |                      | opgave                |
| 2022 | | opgave               | buit.tijd      | opgave           |                      |                       |
| 2023 | |                      |                |                  |                      |                       |
| 2024 | |                      |                |                  |                      |                       |
| 2025 | 81e |                      | 109e           |                  |                      |                       |

## Ploegen
- 2018 –  Groupama-FDJ (stagiair vanaf 1 augustus)
- 2019 –  Groupama–FDJ Continental
- 2019 –→  Groupama-FDJ (stagiair vanaf 1 augustus)
- 2020 –  Groupama-FDJ
- 2021 –  Groupama-FDJ
- 2022 –  UAE Team Emirates (tot 22/06)
- 2025 –  TotalEnergies

Armirail · Bonnet · Delage · Démare · Duchesne · Frankiny · Gaudu · Geniets · Guarnieri · Hoelgaard · Konovalovas · Küng · Ladagnous · Le Gac · Ludvigsson · Madouas · Molard · Morabito · Pinot · Preidler · Reichenbach · Roux · Sarreau · Scotson · Seigle · Sinkeldam · Thomas · Vaugrenard · Vincent · Brunel (stagiair) · Jerman (stagiair) · Louvel (stagiair)
Armirail · Bonnet · Brunel · Delage · Démare · Duchesne · Frankiny · Gaudu · Geniets · Guarnieri · Gugliemi · Konovalovas · Küng   · Ladagnous · Le Gac · Lienhard · Ludvigsson · Madouas · Molard · Pinot · Reichenbach · Roux · Sarreau · Scotson · Seigle · Sinkeldam · Thomas · Vincent · Davy (stagiair) · Stewart (stagiair)
Armirail · Badilatti · van den Berg · Bonnet · Brunel · Davy · Delage · Démare · Duchesne · Gaudu · Geniets · Guarnieri · Gugliemi · Konovalovas · Küng     · Ladagnous · Le Gac · Lienhard · Ludvigsson · Madouas · Molard · Pinot · Reichenbach · Roux · Scotson · Seigle · Sinkeldam · Stewart · Thomas · Valter
Ackermann · Almeida · Ardila · Ayuso · Bennett · Bjerg · Brunel (tot 2/6) · Costa · Covi · Fisher-Black · Formolo · Gaviria · Gibbons · Groß · Hirschi · Hodeg · Laengen · Majka · McNulty · Mirza · Molano · I. Oliveira · R. Oliveira · Pogačar · Polanc · Richeze · Soler · Suter · Trentin · Troia · Ulissi · Andersen (stagiair) · Kluckers (stagiair) · Knight (stagiair)